# Nitocra fragilis
Nitocra fragilis är en kräftdjursart som beskrevs av Georg Ossian Sars 1905. Nitocra fragilis ingår i släktet Nitocra och familjen Ameiridae. Inga underarter finns listade i Catalogue of Life.